# ペッレグリーノ・アルトゥージ

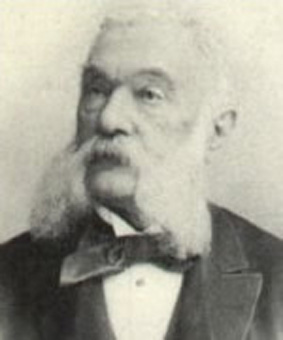
ペッレグリーノ・アルトゥージ（1891年）

ペッレグリーノ・アルトゥージ（イタリア語: Pellegrino Artusi、1820年8月4日 - 1911年3月30日）は、イタリアの文筆家、実業家。
1891年に伝統的なイタリア家庭料理を集成した『イタリア料理大全』を自費出版し、20年間に渡って改訂を続けたことで知られ、「（近代）イタリア料理の父」と称される。

## 経歴
1820年8月4日、教皇領フォルリンポーポリ（現・エミリア＝ロマーニャ州）で産まれる。実家は裕福な商家であり、13人姉妹がいたが、ペッレグリーノは唯一の男児であった。そのため、ペッレグリーノは父の跡継ぎとして育てられたが、ペッレグリーノは経済や法律よりも文学に関心を向けていた。1840年代のペッレグリーノは実家の仕事でトリエステ、リヴォルノ、フィレンツェ、ローマ、ナポリといったイタリアの各都市を訪れた。
ロマーニャ地方を荒らしまわっていた山賊イル・パッサトーレことステファノ・ペローニ（Stefano Pelloni）の一団がフォルリンポーポリを襲撃したことを機として（なお、この時にペッレグリーノの妹ガートルード（Gertrude）が一団に強姦されて精神を病み、ペーザロの精神病院に入院している）、1851年にアルトゥージ家は一家そろってフィレンツェに移住した。ペッレグリーノの父は絹の商売を始め、ペッレグリーノも父の手伝いをすると共に、自らも商売を興した。そのかたわら、ペッレグリーノは知識人たちのサロンに通い、さまざまな人物と交流し、知己を得た。
フィレンツェでの商売は上手くいき、アルトゥージ家は莫大な財産を築く。1865年にフィレンツェがイタリア王国の首都になったのを機にペッレグリーノは商売から身を引くことを考え、両親が亡くなり、自身が独身だったこともあって、1870年には商売から手を引いて遺産での生活をはじめ、文筆業に専念する。1878年にはウーゴ・フォスコロの伝記を出版する。また、豊富な知識と豊かな財産から料理人ではないながらも、料理への関心を高めていった。
1891年に『イタリア料理大全（La scienza in cucina e l'arte di mangiar bene、厨房の学とよい食の術）』を自費出版して以来、20年間に渡って改訂を重ねる。ペッレグリーノ自身が手掛けた最後の版は、第15版で累計販売部数58000部。
1911年3月30日に死去。独身で子孫がいなかったため、フィレンツェ移住以来、足を踏み入れなかった故郷のフォルリンポーポリに全財産が寄付された。

## イタリア料理大全

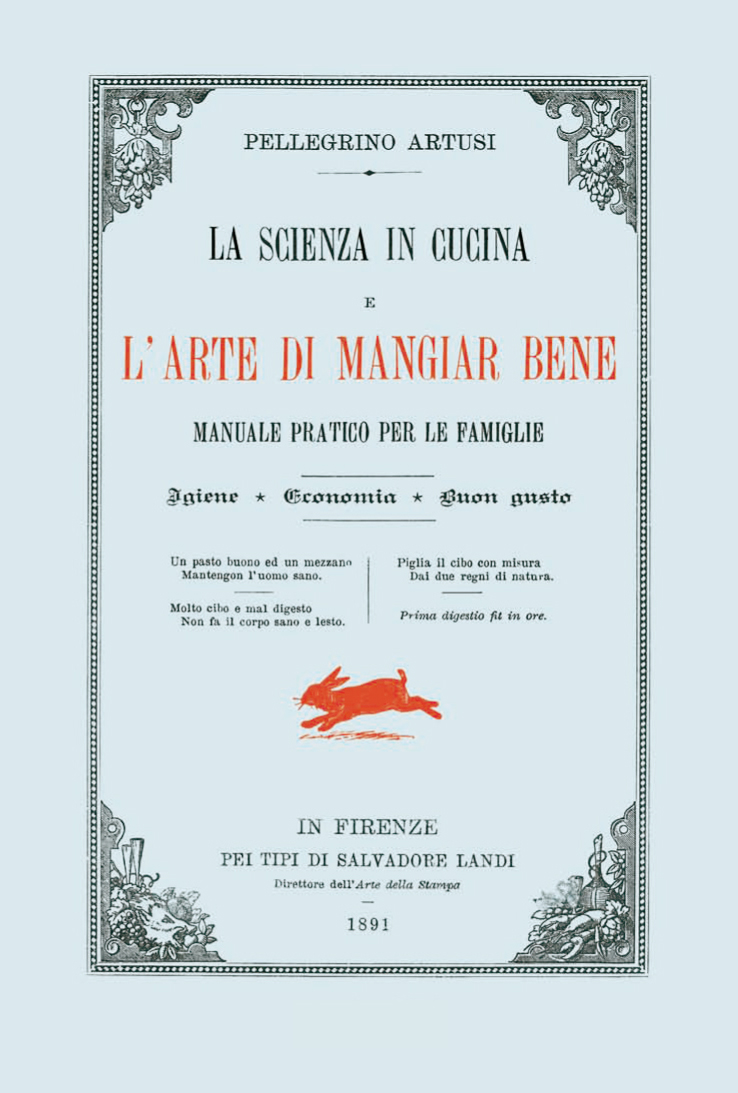
『イタリア料理大全』原典（1891年）

本書は、料理を通じてイタリア人としてのアイデンティティー形成の基礎を築いたとされる。
故郷である教皇領フォルリンポーポリとフィレンツェを含むトスカーナ地方の伝統料理を初版で475、重版で790収集した。
版数は100版を超え、日本語を含む数多くの言語に翻訳され、総部数は100万部を超える。
ペッレグリーノ自身が料理人ではないだけでなく、料理をすることもなかった。実際に料理をしていたのはマリエッタ・サバティーニ（Marietta Sabatini）という名の農民階級の女性使用人であり、ペッレグリーノは遺言でマリエッタを本書の著作者に追加させている。
日本語版は、工藤裕子を監訳者として、翻訳を中山エツコ、柱本元彦、中村浩子の3人で行い、2020年に平凡社より出版された（ISBN 978-4582632224）。アジア語圏としては初の翻訳となる。
1861年にイタリア王国によってイタリアは統一されたものの、本書が出版された当時に「イタリア人」という概念はなく、各地方の方言はあっても「イタリア語」という概念すら存在していなかった。料理についてはフランス料理は高尚なものと考えられていたが、イタリアには各地域に独自な地方料理が数多くあるだけで、「イタリア料理」という概念は無かった。また、料理のレシピは地域毎に異なり、食材や調理法もそれぞれの地域の方言が用いられており、共通的な「イタリア語」は存在していなかった。このため、地域が異なれば、同じ食材や調理法でも呼び方が異なり、レシピの内容を理解するのはとても困難であった。ペッレグリーノはトスカーナ方言（今日の標準イタリア語の基本）でレシピを記したことで、料理人たちは言語の壁を越えてレシピを共有できるようになった。